# Hvalhnúkur
Hvalhnúkur är en bergstopp i republiken Island. Den ligger i regionen Suðurland, 24 km söder om huvudstaden Reykjavík. Toppen på Hvalhnúkur är 491 meter över havet, eller 85 meter över den omgivande terrängen. Bredden vid basen är 1,2 km.
Trakten runt Hvalhnúkur är nära nog obefolkad, med mindre än två invånare per kvadratkilometer. Närmaste större samhälle är Hafnarfjörður, omkring 18 kilometer nordväst om Hvalhnúkur. Trakten runt Hvalhnúkur består i huvudsak av gräsmarker.